# The Three Doctors
The Three Doctors ist der 65. Handlungsstrang der britischen Science-Fiction-Fernsehserie Doctor Who. Er besteht aus 4 Episoden, die zwischen dem 30. Dezember 1972 und dem 20. Januar 1973 ausgestrahlt wurden.

## Handlung
Während auf der Erde ein superluminares Energiesignal eingeht, wird Gallifrey von einem schwarzen Loch bedroht, welches dem Planeten alle Energie abzieht. Ohne jeden Ausweg bleibt den Time Lords nur die Hoffnung, dass der Doktor sie retten wird. Doch dies kann er nur selbst tun; und so brechen sie das erste Gesetz der Zeit und lassen den Doktor auf seine früheren Inkarnationen treffen und schicken so den zweiten Doktor zur Hilfe des dritten Doktors. Anstatt, dass die beiden versuchen, den Time Lords zu helfen, streiten diese ohne Unterbrechung und so bleibt den Time Lords nicht anderes übrig, als den ersten Doktor ebenfalls zur Hilfe zu schicken. Doch dieser ist in einem Zeitstrudel gefangen und kann seinen beiden künftigen Inkarnationen nur über den Funkbildschirm der TARDIS helfen. Als die drei Doktoren langsam anfangen zusammenzuarbeiten, wird das UNIT-Hauptquartier, in welchem die TARDIS geparkt wurde, von seltsamen Schleimkreaturen angegriffen. Um den Kreaturen zu entkommen, lassen die beiden Doktoren die TARDIS von dem seltsamen Energiesignal verschlingen und werden zusammen mit Jo Grant, dem Brigadier, Sergeant Benton und Dr. Tyler in ein Anti-Materie Universum transportiert, wo sie auf den tot geglaubten Time Lord Omega treffen. Omega war einst ein Solar-Ingenieur der Time Lords, welcher dafür verantwortlich war, die Energie einer Supernova für die Time Lord Gesellschaft benutzbar zu machen. Doch anstatt, dass er in der Explosion der Supernova ums Leben gekommen ist, wurde er in das Anti-Materie Universum transferiert, wo sein Wille Gesetz ist. Doch die Zeit im Exil haben Omega durchdrehen lassen und so ist sein einziger Gedanke, Rache an den Time Lords zu verüben, weshalb er mit der Macht des Anti-Materie Universums ein schwarzes Loch bei Gallifrey erschaffen hat, um den Planeten und die Time Lords zu vernichten. Wie sich herausstellt, verlor Omega nicht nur seinen Verstand während seiner Zeit im Exil, sondern auch seinen eigenen Körper, weshalb er das Anti-Materie Universum niemals verlassen könnte. Der Doktor bietet ihm aber eine Lösung an: Omega würde die menschlichen Begleiter des Doktors zurück in das normale Universum schicken und im Gegenzug würde er ihm eine Maschine bauen, wodurch Omega befreit werden würde. Dieser stimmt der Lösung zu, schickt die Begleiter zurück auf die Erde und erhält vom Doktor einen Energie-Schild-Generator. Dieser war jedoch mit positiver Materie geladen und verursachte eine Kettenreaktion im Anti-Materie Universum, wodurch es in sich zusammenbrach und auch Omega zerstörte. Durch Omegas Vernichtung wurden auch die beiden Doktoren mit der TARDIS zurück zur Erde geschickt und die geretteten Time Lords schickten den ersten und zweiten Doktor zurück in ihre Zeitströme. Als Dank für seine Hilfe erhält der auf der Erde gestrandete dritte Doktor einen neuen Dematerialisierungs-Schaltkreis für seine TARDIS, wodurch auch er wieder durch Zeit und Raum reisen kann.

## Produktion
Der Arbeitstitel des Serials lautete Black Hole (zu deutsch Schwarzes Loch) und sollte ursprünglich alle drei Doktoren zu gleichen Teilen zeigen. William Hartnell war jedoch zu krank und schwach um am Dreh an der Geschichte teilzunehmen und so wurde seine Rolle auf einen zuvor aufgezeichneten Cameo zurückgestuft. Dies war das letzte Mal das Hartnell den Doktor spielen sollte, und auch seine letzte Rolle in einer Film/Fernsehproduktion vor seinem Tod im Jahr 1975. Werbebilder zum Serial, welches alle drei Doktoren zeigten wurden in Hartnells Garten und seiner Garage aufgenommen und war das einzige Mal das alle drei Schauspieler aufeinander trafen. Frazer Hines sollte ursprünglich in seiner Rolle als Jamie McCrimmon als Begleiter des zweiten Doktors auftreten, war aber aus terminlichen Gründen nicht für die Drehtage verfügbar. Seine Rolle wurde im Drehbuch daraufhin Sergeant Benton zugeschrieben.

Clyde Pollitt, welcher den Time Lord Kanzler in diesem Serial spielte, spielte ebenfalls einen der drei Time Lords, welchen den zweiten Doktor am Ende des Serials The War Games in sein Exil auf der Erde verbannten. Laut Produzent Barry Letts wäre dies eine bewusste Entscheidung gewesen und es handle sich um ein und dieselbe Person.

## Einschaltquoten
1. The Three Doctors – Episode One – 9,6 Millionen Zuschauer
2. The Three Doctors – Episode Two – 10,8 Millionen Zuschauer
3. The Three Doctors – Episode Three – 8,8 Millionen Zuschauer
4. The Three Doctors – Episode Four – 11,9 Millionen Zuschauer

## Darsteller
- Doktor - Jon Pertwee, Patrick Troughton und William Hartnell
- Jo Grant - Katy Manning
- Brigadier Lethbridge-Stewart - Nicholas Courtney
- Sergeant Benton - John Levene
- Omega - Stephen Thorne
- Präsident - Roy Purcell
- Time Lord Kanzler - Clyde Pollitt
- Time Lord - Graham Leaman
- Dr. Tyler - Rex Robinson
- Ollis - Laurie Webb
- Mrs. Ollis - Patricia Prior
- Coporal Palmer - Denys Palmer

## Veröffentlichung
In England wurde eine Romanversion, geschrieben von Terrance Dicks, der Geschichte im November 1975 durch Target Books veröffentlicht und im August 1991 erschien die Geschichte in England auf Video. Die erste DVD zur Folge erschien im November 2003 in England und im 13. Februar 2012 folgte eine Special Edition DVD mit neuem Bonusmaterial im Zuge der Doctor Who - Revisitation Box Sets.

## Fortsetzung
- Die Handlung rund um Omega sollte 10 Jahre später in Arc of Infinity, einem Serial mit dem fünften Doktor, fortgesetzt werden. Darin stellt sich heraus, dass das Anti-Materie-Universum und Omega nicht vernichtet wurden und er den Körper des Doktors als neues Gefäß für sein Bewusstsein benutzen will.
- Dies war die erste „Multi-Doktor“-Geschichte der Serie. Weitere Aufeinandertreffen innerhalb der TV-Serie waren Die fünf Doktoren mit den ersten fünf Doktoren, Androiden in Sevilla mit dem zweiten und sechsten Doktor, Dimensions in Time mit dem dritten bis siebten Doktor, Der Tag des Doktors mit den ersten 12 Doktoren und dem Kriegs-Doktor, sowie Twice Upon Time mit dem 12. und ersten Doktor.